# Separate Lives
Separate Lives è un brano musicale interpretato dal cantante britannico Phil Collins e della cantante statunitense Marilyn Martin, pubblicato nel 1985 come singolo estratto dalla colonna sonora del film Il sole a mezzanotte (White Nights). Il brano è stato scritto da Stephen Bishop e ha ricevuto una candidatura all'Oscar alla migliore canzone nell'ambito dei Premi Oscar 1986, perdendo ad appannaggio di Say You, Say Me di Lionel Richie, presente nello stesso film.

## Tracce
- 7"

1. Separate Lives
2. I Don't Wanna Know

## Formazione
- Phil Collins – voce, batteria
- Marilyn Martin – voce
- Nick Glennie-Smith – tastiere
- Daryl Stuermer – chitarra
- Stevie Nicks – cori, percussioni

## Classifiche
| Classifica (1985)                | Posizione massima |
| -------------------------------- | ----------------- |
| Australia                        | 14                |
| Belgio (Fiandre)                 | 25                |
| Canada                           | 1                 |
| Finlandia                        | 21                |
| Francia                          | 44                |
| Germania                         | 50                |
| Irlanda                          | 1                 |
| Italia                           | 26                |
| Norvegia                         | 7                 |
| Nuova Zelanda                    | 29                |
| Paesi Bassi                      | 43                |
| Regno Unito                      | 4                 |
| Stati Uniti                      | 1                 |
| Stati Uniti (adult contemporary) | 1                 |

## Altri duetti con Phil Collins
- Amy Keys (1995)[10]
- Laura Pausini (1997)[11]
- Bridgette Bryant (2004)[12]